# Afranio Parra
Afranio Parra Guzmán (Líbano, Tolima, 17 de julio de 1944-Bogotá 6 de abril de 1989), alias Jaguar, fue un poeta y guerrillero colombiano miembro del Movimiento 19 de Abril (M-19) cofundador y miembro de la Dirección Nacional de dicha organización

## Biografía
Parra era un campesino del Líbano (Tolima), se convirtió en activista estudiantil y viajó a Bogotá para adelantar estudios de Economía en la Universidad Nacional donde se unió a la Juventud Comunista (JUCO) y se hizo amigo de Jaime Bateman Cayón, con quien luego militó en las Fuerzas Armadas Revolucionarias de Colombia (FARC) y más tarde fundaría junto a otros en 1973 el M-19. Estuvo preso en la Cárcel La Picota en 1979.

### Militancia en el M-19
Cofundador, se caracterizó por ser poeta, y su visión gaitanista e indigenista dentro del M-19. Militó en campos y ciudades como Bogotá y Cali. En 1985 propone y realiza la creación de las Milicias Bolivarianas del M-19. En 1985 escapó tras ser capturado en Siloe, Cali.

## Muerte
Asesinado por la Policía Nacional junto a Mauricio Cortés y Silverio Rodríguez, los tres miembros del M-19 en Ciudad Bolívar, pese a que el M-19 se encontraba en diálogos con el gobierno colombiano para su desmovilización.  Al ser detenidos por efectivos de la policía "son llevados al CAI de Vista Hermosa; trasladado posteriormente a un lote contiguo, fueron golpeados y luego conducidos a una estación de policía, luego de lo cual aparecieron muertos hacia las 16:00 horas en un basurero en la vía a Villavicencio" Fue velado en la Casa Museo Jorge Eliécer Gaitán. Por su asesinato se condenaron a los tres agentes de policía Manuel Vicente Puentes Naranjo, Félix Alfredo Pabón Pabón y Edison Cañarete Botero, capturados el 8 de abril de 1989.
En 2005, su tumba en Líbano (Tolima) fue profanada.

## Menciones
El Premio colombo-cubano de poesía Afranio Parra Guzmán.

## Obras
- Parra Guzman, A. (1992). El señor de los caminos. Colombia: Papel de Luna.
- Parra Guzman, A. (1993). El templo del jaguar: La edad del Cuarzo y la transparencia. Pasto, Colombia: Acuario ediciones.[28]
- Parra Guzman, A. (1991). La garza amorosa y el atrae-pájaros. Colombia: Ediciones Multilínea.